# Камау (аэропорт)
Аэропорт Камау (вьет. Sân bay Cà Mau) — региональный аэропорт, расположенный в городе Камау, провинция Камау, Вьетнам. Аэропорт способен обслуживать 200 тысяч пассажиров в год, но фактически обслуживает 35-40 тысяч.

## Авиакомпании
- Вьетнамские авиалинии[источник не указан 536 дней] — один рейс в день в Хошимин, самолёт ATR-72[1].
- Bamboo Airways — три рейса в неделю в Ханой, самолёт марки Embraer (с апреля 2023 года)[1].

## Планы модернизации
По классификации ИКАО, аэропорт имеет класс 3C, что позволяет ему принимать только небольшие самолёты вместимостью около 90 человек. По программе модернизации вьетнамских аэропортов, рассчитанной до 2030 года, аэропорт Камау планируется модернизировать до класса 4С. Это позволит принимать самолёты большего размера, такие как Airbus A320 и A321.